# Autoroute A38 (France)
Pour les articles homonymes, voir A38.
 (septembre 2023).
Si vous disposez d'ouvrages ou d'articles de référence ou si vous connaissez des sites web de qualité traitant du thème abordé ici, merci de compléter l'article en donnant les références utiles à sa vérifiabilité et en les liant à la section « Notes et références ».
L'autoroute A38, surnommée La Côte-d'Orienne, est une autoroute gratuite reliant l'A6 depuis l'échangeur de Pouilly-en-Auxois à Dijon, dans le département de la Côte-d'Or, en France.

## Tracé
À partir de l'échangeur de Pouilly-en-Auxois avec l'A6, elle franchit le canal de Bourgogne. Elle franchit ensuite le plateau qui relie le Morvan et le plateau de Langres, plateau entaillé par une large vallée au niveau de Sombernon, puis elle rejoint la vallée de l'Ouche par laquelle elle atteint Dijon.

## Historique
Cette voie a d'abord été considérée comme « voie express de liaison entre l'A6 et Dijon ». Vers 1973, lorsque sa construction a été à peu près achevée (il manquait les sections entre les sorties 28 et 29, et entre la sortie 33 et la RN 5), elle a été convertie en autoroute, avec le numéro H6.
Il était initialement prévu que cette autoroute se termine :
- d'une part, par la traversée de Dijon par prolongation au-delà de l'échangeur 33, le long du canal de Bourgogne (passage place du Premier-Mai)
- d'autre part, par un contournement sud-ouest de Dijon commençant à l'entrée de Dijon et se terminant sur la rocade Sud (RD 122a) à Chenôve.

Ces deux projets ont été abandonnés vers 1971 (élection de la municipalité Robert Poujade)[Interprétation personnelle ?]. Seuls subsistent de ces projets  :
- le viaduc des Gorgets surdimensionné sur le boulevard périphérique de Dijon pour la traversée ;
- le boulevard Bachelard, à 2 × 2 voies et 2 × 3 voies, dans le quartier de Fontaine d'Ouche pour la rocade ouest.

La liaison Nord (LiNo) de Dijon constitue depuis le lundi 10 février 2014 le prolongement de cette autoroute en direction du nord de Dijon et de l'A31. Cependant, la rectification du virage existant actuellement à la fin de l'autoroute ne devrait pas intervenir avant 2025.
Le 6 janvier 2023, le ministère des transports annonce que l'A38 fait partie des tronçons transférés aux collectivités locales dans le cadre de la loi 3DS (différenciation, décentralisation, déconcentration et simplification). François Sauvadet confirme que le conseil départemental de Côte-d'Or sera à terme chargé de l'exploitation et de la gestion de l'A38. Les modalités de ce transfert sont précisés par l'arrêté préfectoral du 2 mai 2023 prenant effet au 1er janvier 2024.
Le 1er janvier 2024, la gestion de l'A38 est transférée au Conseil départemental de la Côte-d'Or qui la rebaptise « La Côte-d'Orienne » ,. Les sections étant sur le territoire de la métropole de Dijon sont gérées quant à elle par Dijon Métropole.

## Son parcours
Section concédée à APRR et payante.
- Échangeur entre A6 et A38 (Échangeur de Pouilly-en-Auxois) : Paris, Auxerre, Lyon, Besançon
- Péage de Pouilly-en-Auxois
  -  Limitation à 130 km/h.
- 24 Pouilly-en-Auxois à 0 km : Autun, Nevers, Saulieu, Pouilly-en-Auxois, Arnay-le-Duc, Bligny-sur-Ouche

Section non-concédée gérée par le Conseil départemental de la Côte-d'Or.
- 25 Créancey à 2,3 km : Créancey (demi-échangeur, depuis et vers Dijon)
- 26 Civry-en-Montagne à 5,8 km : Civry-en-Montagne, Semarey
- 27 Aubigny-lès-Sombernon à 8,7 km : Aubigny-lès-Sombernon
- 28 Échannay à 11 km : Sombernon, Échannay (demi-échangeur, sens A6-Dijon)
- 29 Mesmont à 16 km (trois-quarts d'échangeur, sens Dijon-A6 et vers Dijon) : Sombernon, Montbard, Mesmont, Auxerre par RD
- 30 Pont-de-Pany à 21 km : Bligny-sur-Ouche, Sainte-Marie-sur-Ouche
  -  à 200 m. Avant zone dangereuse et agglomérations proches.
  -  à 24 km Début de zone dangereuse et agglomérations proches. Limitation à 110 km/h.
- 31 Fleurey-sur-Ouche à 25 km : Fleurey-sur-Ouche
- 32 Velars-sur-Ouche à 30 km : Velars-sur-Ouche, Corcelles-les-Monts

Section non-concédée gérée par Dijon Métropole.
- 33 Plombières-lès-Dijon à 35 km : Plombières-lès-Dijon
  -  à 400 m. Avant fin de voie autoroutière.
  -  à 200 m. Avant fin de voie autoroutière.
  -  à 300 m.  Avant réduction à 1 voie. Limitation à 90 km/h.
  -   Fin de voie autoroutière. Début de route à accès réglementée.
  -   Rappel. Interdiction de doubler. Limitation à 90 km/h, rappel.
  -  Réduction à 1 voie.
  -    L'autoroute A38 passe en 2 × 1 voies. Portion courte avec un virage sinueux. Limitation à 70 km/h.
  - Pont sur  le Canal de Bourgogne.
- Fin de l'autoroute A38. Elle devient la RM 274 - Rocade de Dijon.
- Carrefour giratoire entre RM 274, A38 et RM 905 à 36 km :
  -  A38 : Paris, Auxerre, Nevers, Autun
  -  RM 905 : Dijon - centre, Dijon - ouest, Plombières-lès-Dijon
  -  RM 274 : A31 Lyon, A31 Nancy, Troyes, A39 Besançon, Dijon - Autres Quartiers

## Lieux sensibles
(uniquement les lieux à bouchons et les pentes dangereuses) :
Deux sections de l'A38 sont classées dans la liste des sections de route à forte pente.
- La première entre les échangeurs 28 et 29, (PR 10+400 et 13+600 sens décroissant), Échannay – Remilly-en-Montagne à environ 6 % sur 3,2 km.
- La seconde entre les échangeurs 29 et 30, (PR 15+500 et 18+900 sens décroissant), Mesmont – Agey à environ 5 % sur 2,9 km.